# Hudson Songs
Hudson Songs ist ein Musikalbum von Sven-Åke Johansson. Die 2007 in Johannsons SÅJ-Studio in Berlin entstandenen Aufnahmen erschienen am 11. März 2017 auf dem Label Ni-Vu-Ni-Connu.

## Hintergrund
Neben seiner Tätigkeit als Musiker war Sven-Åke Johansson auch als Komponist, Hörspielautor, Lyriker und bildender Künstler aktiv. Viele seiner Projekte verbanden Sprache, Bewegung und Klang – darunter Performances wie das „Konzert für zwölf Traktoren“, das sich durch seinen konzeptuellen Charakter auszeichnete. Johanssons Aufnahme von 2007 präsentiert seine Geschichten, hier gesprochen/gesungen auf Englisch. Er würde sie also weder in seiner Muttersprache noch in seiner Wahlsprache Deutsch, sondern in einer (für ihn) bewussteren Sprache präsentieren, merkte Mark Corroto an. „Wir hören eine klare Aussprache der Wörter, oft Unsinn oder gefundene Poesie. Johanssons Vortrag lässt den Hörer abwechselnd zwischen Klang und Bedeutung fokussieren. Bedeutung kann hier sowohl wörtlich als auch auditiv sein“.
Das Album erschien auch als Teil von Sven-Åke Johanssons neun LPs umfassenden Boxsets Blue for a Moment.

## Titelliste
- Sven-Åke Johansson – Hudson Songs (Ni-Vu-Ni-Connu)[3]

1. Fun and Games 6:03
2. Ajax 6:15
3. Flat Is The Head of the Louse	8:13
4. The Transmission(ary) Society’s Belt 6:13
5. The Fox Lets Go 6:09
6. The Ant-eater‘s Visit 8:40

Die Kompositionen stammen von Sven-Åke Johansson.

## Rezeption
Nach Ansicht von Mark Corroto, der das Album in All About Jazz rezensierte, könne man einen Vergleich mit der Musik von Alessandro Bosetti anstellen, einem ebenfalls in Berlin lebenden italienischen Künstler. Beide würden sich auf dem schmalen Grat zwischen Kakophonie und Wohlklang bewegen. Bestes Beispiel sei hier „The Ant-Eater’s Visit“, ein Tiermärchen, das man als eine Geschichte von Kenneth Patchen bezeichnen könnte. Während der Ameisenbär sich in den Ameisenhaufen bohrt, diskutieren die Ameisen über die Möglichkeit eines Ausverkaufs, bevor sie beschließen, ihre Heimat zu verteidigen. Sicher sei das alles ziemlich albern, aber auch unglaublich unterhaltsam.